# Медем, Оттон Людвигович
Граф Оттон Людвигович Медем (1847—1925) — государственный деятель Российской империи, новгородский губернатор, член Государственного совета. Действительный статский советник (1897), гофмейстер (1906), сенатор (1907).

## Биография
Представитель графской ветви рода Медем. Сын отставного капитана Людвига Ивановича Медема (1814—1891), внук И. Ф. Медема (1763—1838).
Окончив юридический факультет Санкт-Петербургского университета со степенью кандидата, 27 января 1873 года вступил в службу в Министерство юстиции. Был направлен в I отделение III департамента Правительствующего сената. Оставил службу в 1875 году, но уже в 1877 году вновь определился на службу и в следующем году был избран почётным мировым судьей Хвалынского округа Саратовской губернии. Пожалован в 1882 году в звание камер-юнкера. В 1883 году избран председателем съезда мировых судей Хвалынского округа. В 1887 году избран кандидатом в предводители дворянства. В 1889 году назначен председателем Хвалынской уездной земской управы и уездным предводителем дворянства.
В 1893 году был назначен воронежским вице-губернатором, а в 1896 году назначен на должность новгородского губернатора.
Он содействовал проектированию и строительству нового моста с железными фермами через Волхов. При нём завершилась реставрация Новгородского Софийского собора — одного из главных духовных символов России. 8 июля 1904 года О. Л. Медем вместе с новгородским губернским предводителем дворянства князем П. П. Голицыным, вице-губернатором С. Н. Дириным и другими представителями губернской и городской власти участвовал в проводах Выборгского полка, отправлявшегося на русско-японскую войну.
Должность новгородского губернатора граф Медем оставил в 1907 году.
В 1910 году по высочайшему повелению графу Медему было поручено произвести ревизию материальной службы и хозяйства Сибирской железной дороги. «Всеподданнейший отчёт» о ревизии, проходившей с 30 мая 1910 года по 29 февраля 1912 года в Омском военном округе, занял 253 страницы. По представленным сведениям были возбуждены 36 уголовных дел против офицеров и чиновников Сибирского казачьего войска; были выявлены хищения и экономия за счёт оплаты труда мелким служащим, проблемы с поставками воды и угля и прочее.
В 1914 году Оттон Людвигович Медем стал членом Государственного совета.
Октябрьская революция застала его в Петрограде, откуда он эмигрировал в Германию. Поселившись в Мюнхене у сестры, он зарабатывал уроками русского и французского языков и переводами. Медем был членом Баварского русского монархического объединения. Под конец жизни переехал в имение сестры — Кронвинкль, где и скончался 29 июня 1925 года.

## Награды
- Орден Св. Владимира 3-й ст.
- Орден Св. Станислава 1-й ст.
- Орден Св. Анны 1-й ст.
- Орден Св. Владимира 2-й ст.
- Орден Белого орла
- Орден Св. Александра Невского

## Семья
Жена (с 1873) — Александра Дмитриевна Нарышкина (1847—1914), дочь полковника Д. И. Нарышкина и племянница княгини З. И. Юсуповой. Дети:
- Мария (1873—1934, в замужестве Нецветаева[6].
- Александр (1877—1931)
- Дмитрий (1882—1943)
- Георгий (1885—1918)[7].